# Climaciella henrotayi
Climaciella henrotayi là một loài côn trùng trong họ Mantispidae thuộc bộ Neuroptera. Loài này được Nel miêu tả năm 1989.